# Garfield (Minnesota)
Garfield város az USA Minnesota államában, Douglas megyében. Lakosainak száma 349 fő (2020. április 1.).

## Népesség
A település népességének változása:

| 2010 | 354 |
| 2020 | 349 |